# Левин, Александр Викторович
Алекса́ндр Ви́кторович Ле́вин (род. 14 февраля 1960, Москва) — российский телепродюсер, сценарист, известный по работе на НТВ, ТВ-6, ТВС и других телеканалах.

## Биография
Александр Левин родился 14 февраля 1960 года в Москве. В 1980-е годы пострадал от действий советской власти за собственные религиозные убеждения.
В 1981 году окончил киноотделение Московского Института культуры.

### Кинематограф
До 1992 года работал на студиях «Союзрекламфильм» (с перерывом) и «Центрнаучфильм», на последней снимал документальные фильмы. В 1990 году на «Союзрекламфильме» вместе с оператором Ефимом Любинским снял ставший культовым рекламный ролик Московского вентиляторного завода.

### Телевидение
С 1992 по 1999 год — генеральный директор кинокомпании Dixi. Под его руководством компания принимала участие в разработке телепроектов для разных каналов: «Куклы» (НТВ), «Бесконечное путешествие» (РТР), «Национальный интерес» (REN-TV, РТР), «Русские горки с Михаилом Таратутой» (НТВ). Выступал продюсером фильмов из цикла «Новейшая история» (НТВ) — «Семнадцать мгновений весны 25 лет спустя», «Место встречи 25 лет спустя», «Сердце Ельцина» и др. Помимо этого, готовил для ОРТ ток-шоу «Процесс» (в частности, являлся инициатором приглашения в передачу радиоведущего и экс-бизнесмена Владимира Соловьёва), но сама программа в итоге появилась на канале лишь спустя год (в сентябре 1999 года) и с другим производителем — телекомпанией «РТС» Алексея Пиманова.
С апреля 1999 по апрель 2001 года — главный продюсер телекомпании НТВ. Сменил на данном посту Леонида Парфёнова. Был приглашён руководством телеканала с целью увеличения художественного (неинформационного) вещания на НТВ и разработки новых форматов телепередач. Именно при Левине на канале появились такие передачи, как «Антропология», «В нашу гавань заходили корабли», «Путешествия натуралиста», «О, счастливчик!», «Независимое расследование», «Глас народа», «Женский взгляд», «Третий тайм», «Без рецепта», «Тушите свет!» и др. Главный продюсер Шестой церемонии вручения премии ТЭФИ-2000, показанной на НТВ.
Проработал на НТВ вплоть до прихода Бориса Йордана и его команды 14 апреля 2001 года, до этого успел одобрить дальнейшее появление на канале программы «Квартирный вопрос». После смены руководства телекомпании, в мае того же года перешёл на ТВ-6, где до января 2002 года занимал должность генерального продюсера.
С июня 2002 года — генеральный директор ЗАО «Шестой телеканал» (ТВС), проработал на этой должности три месяца. С октября 2002 по январь 2003 года — первый заместитель генерального директора, главный продюсер ЗАО «Шестой телеканал». На ТВ-6 и ТВС курировал производство таких передач, как «За стеклом», «День за днём» (вторая версия), «Дачники», «Земля-Воздух», «Опасный мир», «Предсказание погоды», «Поединок».
После увольнения с ТВС Александр основал независимую производящую телекомпанию «ТелеФормат» и в 2003—2004 годах был её генеральным продюсером. В данный период времени впервые появилась программа «Розыгрыш», которую Левин изначально продюсировал и режиссировал совместно с Ефимом Любинским, в 2009—2012 годах — уже самостоятельно. Также телекомпанией с 2003 по 2005 год были сняты документальные проекты — циклы «Пёстрая лента», «Великие династии» и «Русские», фильмы «Ведущий», «Каратели», «Че Гевара. Я жив и жажду крови», «Русский плен», «И лично Леонид Ильич». В ряде проектов участвовали коллеги Левина по старому НТВ Леонид Парфёнов и Светлана Сорокина.
После того, как руководителем НТВ был назначен Владимир Кулистиков, на канале началась полная перегруппировка руководящего состава и массовое закрытие программ. В июле 2004 года по приглашению Кулистикова Александр стал заместителем генерального директора — главным продюсером телеканала НТВ. Сменил на занимаемом посту Кирилла Набутова.
Политика Левина как главного продюсера НТВ с июля 2004 по май 2005 года была во многом связана с привлечением к работе на телеканале опытных кадров, работавших на старом НТВ, или же ТВ-6 и ТВС, но его эксперименты оказались провальными: по состоянию на начало 2005 года почти ни один из его проектов не принёс ожидаемых на стадии запуска результатов. Среди этих проектов были: перезапущенные осенью 2004 года утренний канал «Сегодня утром», экстремальное шоу «Фактор страха» и программа Тимофея Баженова «Дикий мир», «Школа злословия», «Сказки Баженова», «Воскресный вечер с Владимиром Соловьёвым», «Игры разума», а также известная автомобильная программа Top Gear. 1 июня 2005 года Левин покинул свой пост по собственному желанию. По информации СМИ, уход продюсера с НТВ мог быть связан, прежде всего, с рейтинговыми и эфирными неудачами таких телепроектов, как «Короткие встречи», «Стресс» (обе передачи были произведены компанией «ТелеФормат»), «Хоббиты» и «Первая ночь с Олегом Меньшиковым». Последний проект Левина на НТВ — программа Глеба Павловского «Реальная политика» — вышел в телеэфир уже после его ухода из штата телекомпании и был также произведён «ТелеФорматом».
С декабря 2005 года Левин — управляющий партнёр международного телевизионного холдинга «ТелеАльянс Медиа Холдинг», появившегося на месте другой компании Левина ООО «Телепартнёр» и до февраля 2016 года входившего в французский холдинг Zodiak Media. Холдинг состоит из нескольких компаний (в разное время — «ТелеФормат», «ТелеРоман», «Докудрама», «ОТК» — «Объединение телевизионных компаний», «ГалилеоМедиа», «ТелеКастинг», «ТелеСити», ТК «Символ»), производивших передачи для разных каналов — «Первого», СТС, «Пятого», «Домашнего», ТВ-3. Среди проектов холдинга — «Федеральный судья», «Понять. Простить», «Галилео», «Реальный мир», а также сериалы «Детективы», «Участковый детектив», «След», «Обручальное кольцо», «Товарищи полицейские», «Пятая стража», «ОСА», «Акватория», «Свидетели» и др.
С июля 2013 года является владельцем израильского телеканала на русском языке.
Лауреат премии ТЭФИ, член Академии российского телевидения с 2001 года.